# Bouna Sarr
Bouna Sarr (* 31. ledna 1992, Lyon, Francie) je francouzský fotbalový obránce hrající od roku 2020 za FC Bayern Mnichov. Jeho otec pochází ze Senegalu, matka pak z Guiney.

## Klubová kariéra
Sarr hrál od svých šesti let za mládežnický oddíl lyonského klubu FC Gerland. Ve třinácti letech pak přestoupil do Olympique Lyon, kde strávil celkem 4 roky. Až do 19 let pak nastupoval za mládežnický tým FC Metz.

### FC Metz
Od roku 2010 hrál za B-tým právě v FC Metz. Svůj první zápas za A-tým odehrál 29. července 2011 proti Tours FC. Hned v první sezóně sestoupil jeho tým do 3. francouzské ligy, již v sezóně 2014/15 se však dostal do Ligue 1.

### Olympique Marseille
3. července 2015 přestoupil Sarr do týmu Olympique Marseille.
Jeho nejvýznamnějším týmovým úspěchem z doby v Olympique Marseille byl postup do finále Evropské ligy UEFA 2017/18 poté, co Olympique vyřadil v semifinále FC Red Bull Salzburg.Ve finále odehraném na stadionu Olympique Lyon však Marseille prohrál s Atléticem Madrid 0:3.

### FC Bayern Mnichov
5. října 2020 podepsal Sarr čtyřletý kontrakt s německým Bayernem Mnichov. Svůj debut za bavorský klub si odbyl 15. říjná 2020 v zápase německého poháru proti 1. FC Dürenu. Bayern v tomto zápase zvítězil 3:0.

## Úspěchy a ocenění
Klubové
- finalista Evropské ligy UEFA 2017/18

Individuální
- Sestava sezóny Evropské ligy UEFA – 2017/18[5]